# Rökgasrening

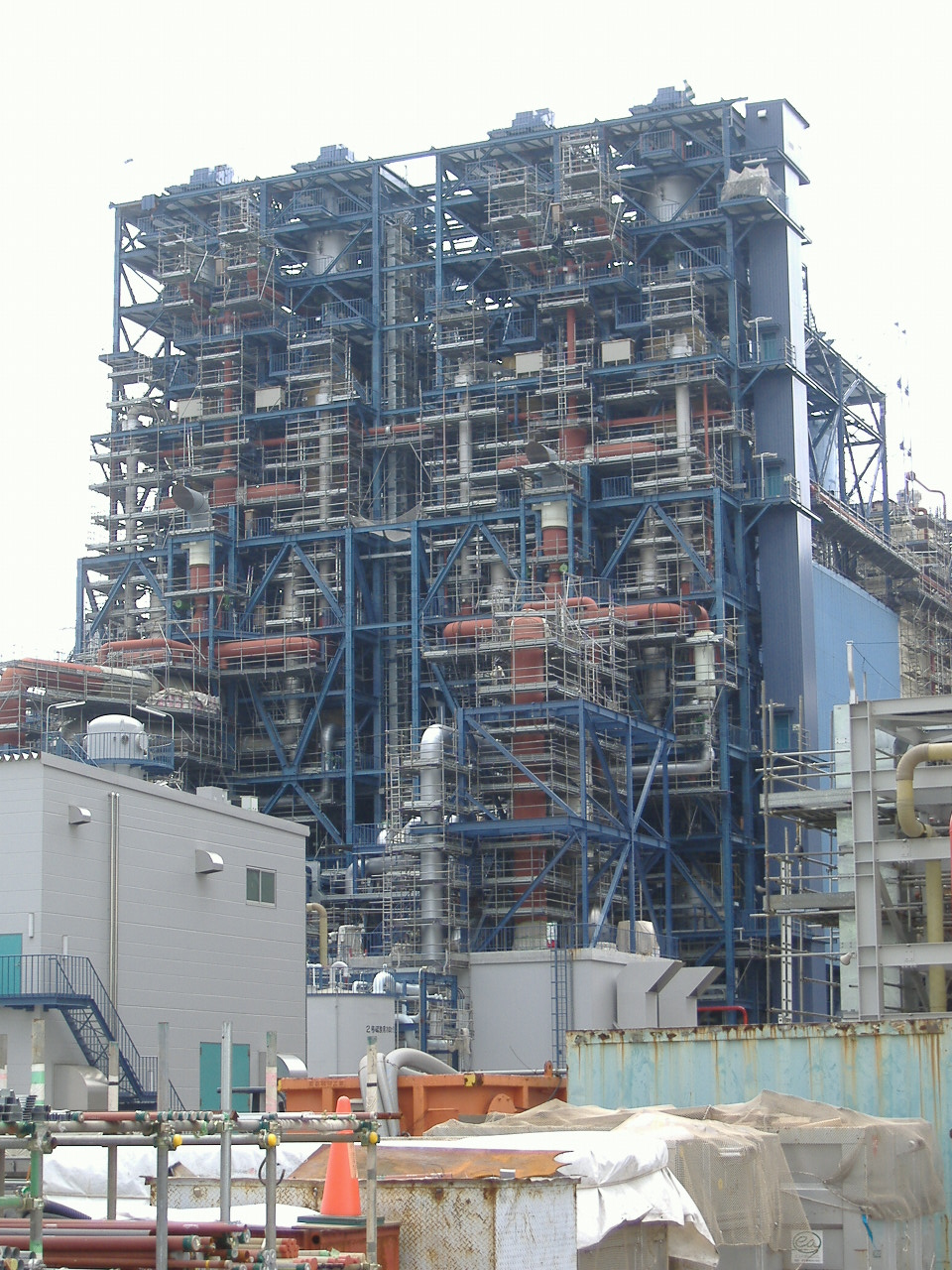
En större anläggning för rening av svaveldioxider från ett kraftverk

Rökgasrening innebär avskiljning av oönskade partiklar och gaser från rökgas från till exempel fabriker och kraftverk.
Genom rökgasrening kan man minska mängden miljö- och hälsofarliga utsläpp till atmosfären. Till miljöfarliga ämnen hör exempelvis tungmetaller och försurande ämnen, som svaveldioxid. Hälsofarliga ämnen kan till exempel vara dioxiner och kolväten. Försurning av skogar och sjöar är som exempel ett problem som i stor utsträckning har kunnat reduceras genom bland annat rening av framförallt svaveldioxid och kväveoxider.

## Metoder för rökgasrening

### Cyklon
Cyklonrening är en enkel och billig metod för mekanisk rening av partiklar. Rökgaserna leds in i en cyklon där stoft med hjälp av tröghetskrafterna avskiljs från rökgaserna. Cykloner fungerar bäst för ett visst flöde och är därför inte lämpliga i applikationer där flödet varierar kraftigt.

### Elektrofilter

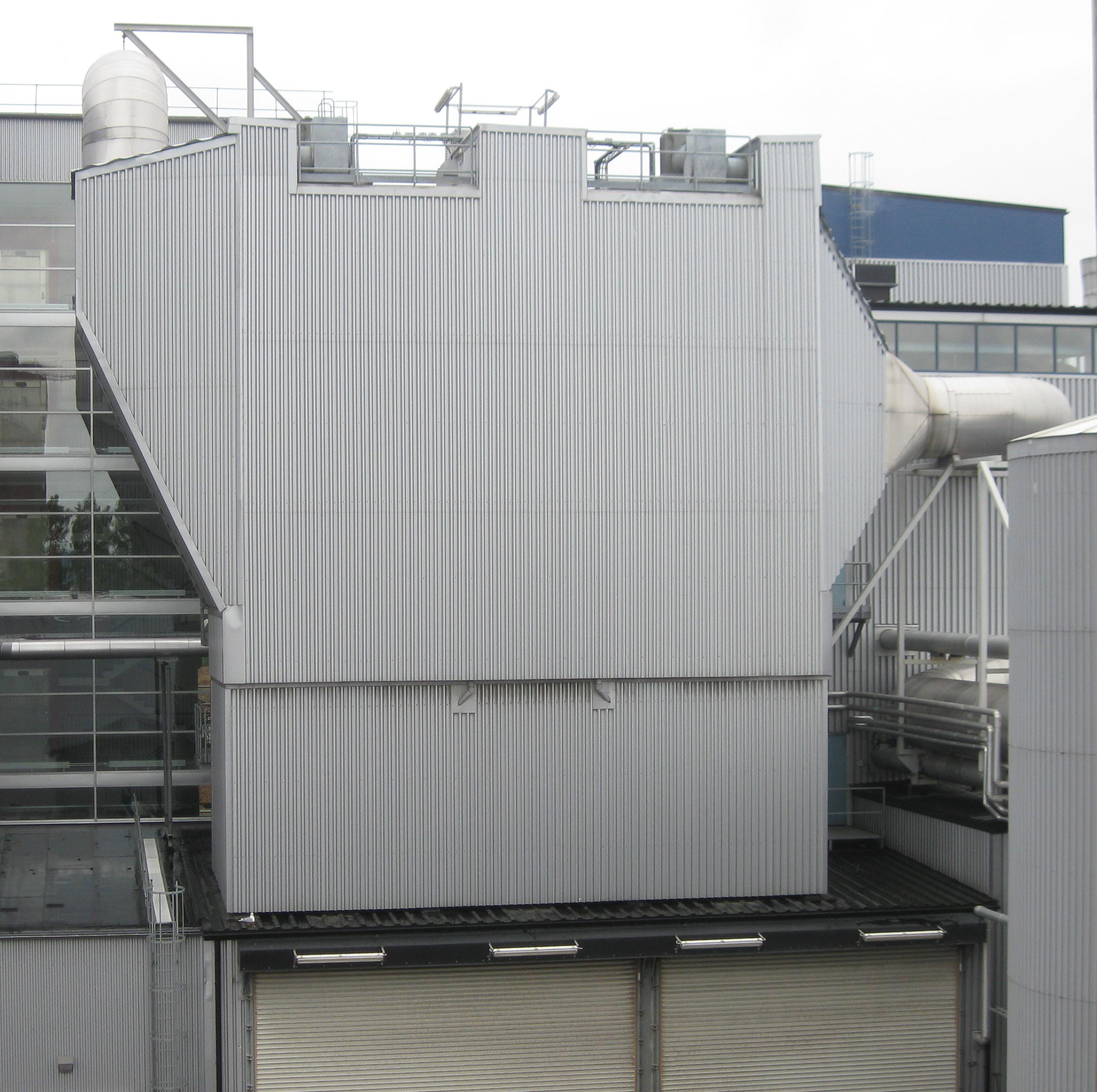
Elektrofilter

Rökgaserna leds mellan två elektroder, en emissionselektrod och en utfällningselektrod. Mellan elektroderna ligger en hög likspänning som joniserar gasen. Partiklar fastnar på utfällningselektroder och kan sedan skakas av och transporteras bort. Elektrofilter har fördelen att rökgaserna kan renas medan de fortfarande har en hög temperatur, exempelvis för att hindra att en avgaspanna sotar igen. Antändbara gaser bör undvikas då det finns stor risk för gnistbildning.

### Spärrfilter

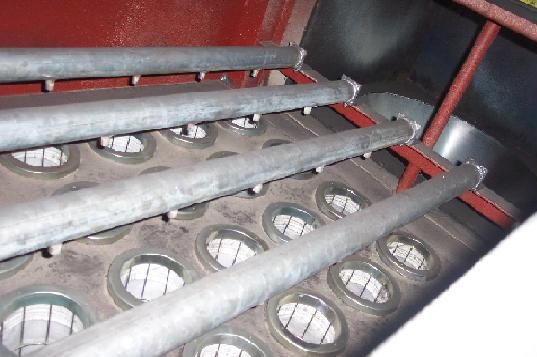
Filterslangar monterade i spärrfilter

Kallas även textilfilter. I filtret silas rökgaserna genom en nålfilt eller väv i vilken partiklar fastnar. De utformas oftast som slangar i vilka rökgaserna går utifrån och in eller vice versa, och kallas då filterslangar.
Driftsförutsättningarna i filtret avgör vilket material filterslangarna tillverkas av. Vanliga material är polyester, Nomex, Polytetrafluoreten och polyimid. Ibland tillsätter man kalk eller kol före filterslangarna som fångar upp andra föroreningar innan de fastnar.

### Skrubber
Även rökgastvätt. I skrubbern "tvättas" rökgaserna med antingen vatten (för sot) eller någon typ av lösning. En vanlig metod för rening av svavel är att duscha rökgasen med en blandning av kalk och vatten varvid svaveldioxiden reagerar med kalken och bildar gips. Genom att skrubbern sänker rökgastemperaturen övergår vissa gasformiga ämnen till vätska. Detta kan utnyttjas för avskiljning av bland annat kvicksilver och väteklorid. Genom rökgaskondensering kan även extra energi utvinnas ur rökgaserna med hjälp av skrubbern.

### Katalytisk rening
Katalytisk rening används ofta för att reducera kväveoxider, NOx, . Ammoniak används då som reduktionsmedel. Katalysatorn kräver hög rökgastemperatur för att fungera optimalt.

### Koldioxidavskiljning
Koldioxidavskiljning innebär att ta bort huvuddelen av koldioxiden ur rökgaserna och lagra den under jord eller i havet.